# Natação nos Jogos Olímpicos de Verão de 2016 - Revezamento 4x100 m medley feminino
A competição do revezamento 4x100 m medley feminino da natação nos Jogos Olímpicos de Verão de 2016 foi disputada entre os dias 12 e 13 de agosto no Estádio Aquático Olímpico.

## Medalhistas
|  | USA Estados Unidos                                                                                               |  | AUS Austrália                                                                                             |  | DEN Dinamarca                                                     |
|  | Kathleen Baker Lilly King Dana Vollmer Simone Manuel Olivia Smoliga* Katie Meili* Kelsi Worrell* Abbey Weitzeil* |  | Emily Seebohm Taylor McKeown Emma McKeon Cate Campbell Madison Wilson* Madeline Groves* Brittany Elmslie* |  | Mie Nielsen Rikke Møller Pedersen Jeanette Ottesen Pernille Blume |

*Participaram apenas das eliminatórias, mas também receberam medalhas.

## Recordes
Antes desta competição, os recordes mundiais e olímpicos da prova eram os seguintes:
| Tipo | Atleta | Tempo   | Local   | Data                |
| ---- | --- | ------- | ------- | ------------------- |
|      | USA Estados Unidos Missy Franklin (58.50) Rebecca Soni (1:04.82) Dana Vollmer (55.48) Allison Schmitt (53.25) | 3:52.05 | Londres | 4 de agosto de 2012 |
|      | USA Estados Unidos Missy Franklin (58.50) Rebecca Soni (1:04.82) Dana Vollmer (55.48) Allison Schmitt (53.25) | 3:52.05 | Londres | 4 de agosto de 2012 |

## Resultados

### Eliminatórias
| Pos. | Elim. | Raia | CON                 | Nadadoras                                                                                                   | Tempo   | Notas |
| ---- | ----- | ---- | ------------------- | --- | ------- | ----- |
| 1    | 2     | 5    | USA Estados Unidos  | Olivia Smoliga (59.57) Katie Meili (1:04.93) Kelsi Worrell (56.47) Abbey Weitzeil (53.70)                   | 3:54.67 | Q     |
| 2    | 1     | 3    | CAN Canadá          | Kylie Masse (58.66 ) Rachel Nicol (1:06.97) Noemie Thomas (57.66) Taylor Ruck (53.51)                       | 3:56.80 | Q,    |
| 3    | 1     | 5    | DEN Dinamarca       | Mie Nielsen (59.48) Rikke Møller Pedersen (1:06.88) Jeanette Ottesen (57.38) Pernille Blume (53.24)         | 3:56.98 | Q     |
| 4    | 1     | 2    | RUS Rússia          | Anastasia Fesikova (1:00.16) Yuliya Efimova (1:05.78) Svetlana Chimrova (57.65) Veronika Popova (53.85)     | 3:57.44 | Q     |
| 5    | 2     | 3    | AUS Austrália       | Madison Wilson (59.38) Taylor McKeown (1:07.48) Madeline Groves (57.87) Brittany Elmslie (53.07)            | 3:57.80 | Q     |
| 6    | 2     | 4    | CHN China           | Fu Yuanhui (59.20) Zhang Xinyu (1:07.86) Lu Ying (57.45) Shen Duo (53.72)                                   | 3:58.23 | Q     |
| 7    | 2     | 2    | ITA Itália          | Carlotta Zofkova (1:01.42) Arianna Castiglioni (1:06.33) Ilaria Bianchi (57.76) Federica Pellegrini (53.58) | 3:59.09 | Q     |
| 8    | 2     | 6    | GBR Grã-Bretanha    | Georgia Davies (59.35) Chloé Tutton (1:07.25) Siobhan-Marie O'Connor (57.61) Georgia Coates (55.13)         | 3:59.34 | Q     |
| 9    | 1     | 4    | SWE Suécia          | Michelle Coleman (1:01.13) Jennie Johansson (1:06.62) Sarah Sjöström (56.70) Louise Hansson (55.00)         | 3:59.45 |       |
| 10   | 1     | 6    | JPN Japão           | Natsumi Sakai (1:01.57) Satomi Suzuki (1:07.40) Rikako Ikee (56.73) Miki Uchida (54.12)                     | 3:59.82 |       |
| 11   | 1     | 7    | FIN Finlândia       | Mimosa Jallow (1:01.03) Jenna Laukkanen (1:06.49) Emilia Pikkarainen (59.02) Hanna-Maria Seppälä (55.07)    | 4:01.61 |       |
| 12   | 2     | 7    | GER Alemanha        | Jenny Mensing (1:01.27) Vanessa Grimberg (1:07.99) Alexandra Wenk (58.55) Annika Bruhn (54.38)              | 4:02.19 |       |
| 13   | 1     | 1    | BRA Brasil          | Natalia de Luccas (1:01.93) Jhennifer Conceição (1:08.23) Daynara de Paula (58.18) Larissa Oliveira (54.49) | 4:02.83 |       |
| 14   | 1     | 8    | HKG Hong Kong       | Stephanie Au (1:01.55) Yvette Kong (1:08.39) Sze Hang Yu (59.54) Camille Cheng (54.37)                      | 4:03.85 |       |
| 15   | 2     | 1    | FRA França          | Béryl Gastaldello (1:00.60) Fanny Deberghes (1:08.83) Marie Wattel Charlotte Bonnet                         |         | DSQ   |
| 16   | 2     | 8    | CZE República Checa | Simona Baumrtová (1:01.27) Martina Moravčíková Lucie Svěcená Barbora Seemanová                              |         | DSQ   |

### Final
| Pos.              | Raia | CON                | Nadadoras                                                                                                   | Tempo   | Notas            |
| ----------------- | ---- | ------------------ | --- | ------- | ---------------- |
| Medalha de ouro   | 4    | USA Estados Unidos | Kathleen Baker (59.00) Lilly King (1:05.70) Dana Vollmer (56.00) Simone Manuel (52.43)                      | 3:53.13 |                  |
| Medalha de prata  | 2    | AUS Austrália      | Emily Seebohm (58.83) Taylor McKeown (1:07.05) Emma McKeon (56.95) Cate Campbell (52.17)                    | 3:55.00 |                  |
| Medalha de bronze | 3    | DEN Dinamarca      | Mie Nielsen (58.75) Rikke Møller Pedersen (1:06.62) Jeanette Ottesen (56.43) Pernille Blume (53.21)         | 3:55.01 | Recorde europeu  |
| 4                 | 7    | CHN China          | Fu Yuanhui (59.53) Shi Jinglin (1:06.00) Lu Ying (56.49) Zhu Menghui (53.16)                                | 3:55.18 |                  |
| 5                 | 5    | CAN Canadá         | Kylie Masse (58.77) Rachel Nicol (1:06.81) Penny Oleksiak (56.75) Chantal Van Landeghem (53.16)             | 3:55.49 | Recorde nacional |
| 6                 | 6    | RUS Rússia         | Anastasia Fesikova (59.49) Yuliya Efimova (1:04.98) Svetlana Chimrova (57.54) Veronika Popova (53.65)       | 3:55.66 | Recorde nacional |
| 7                 | 8    | GBR Grã-Bretanha   | Georgia Davies (59.43) Chloé Tutton (1:06.43) Siobhan-Marie O'Connor (57.47) Francesca Halsall (53.63)      | 3:56.96 | Recorde nacional |
| 8                 | 1    | ITA Itália         | Carlotta Zofkova (1:01.29) Arianna Castiglioni (1:06.65) Ilaria Bianchi (58.21) Federica Pellegrini (53.35) | 3:59.50 |                  |

Legenda
| Recorde mundial      | Recorde mundial (World record)               |                       | Recorde africano                      | Recorde africano (African) |                                           | Q | Classificado por posição (Qualified) |
| Recorde olímpico     | Recorde olímpico (Olympic record)            | Recorde da América    | Recorde da América (Americas)         | q                          | Classificado por melhor tempo (Qualified) |   |                                      |
| Melhor marca do ano  | Melhor marca do ano (World leading)          | Recorde asiático      | Recorde asiático (Asian)              | DNS                        | Não largou (Did not start)                |   |                                      |
| Recorde nacional     | Recorde nacional (National record)           | Recorde europeu       | Recorde europeu (European)            | DNF                        | Não terminou (Did not finish)             |   |                                      |
| Recorde pessoal      | Recorde pessoal do atleta (Personal best)    | Recorde da Oceania    | Recorde da Oceania (Oceania)          | DSQ / DQ                   | Desclassificado (Disqualified)            |   |                                      |
| Recorde da temporada | Recorde da temporada do atleta (Season best) | Recorde sul-americano | Recorde sul-americano (South America) | NM                         | Sem marca (No mark)                       |   |                                      |